# تتیس‌سوسماران
تتیس‌سوسماران (نام علمی: Tethysuchia) نام یک زیرراسته از رده خزندگان است.